# Tina Reynolds
Tina Reynolds is een Ierse zangeres.
Tina had al eens meegedaan aan de Ierse preselectie voor het Eurovisiesongfestival in 1968 en 1972 maar kon toen niet winnen. In 1973 ging Maxi met Do I dream naar het songfestival in Luxemburg, maar het nieuwe arrangement van het lied beviel haar niet en ze dreigde het lied niet te zingen. Tina Reynolds werd gevraagd om in te vallen voor Maxi voor het geval ze haar dreigement mocht doorzetten en kwam naar Luxemburg. Maxi zong uiteindelijk toch en als compensatie mocht Reynolds in 1974 naar het songfestival. Ze zong in de Ierse voorselectie 8 liedjes en Cross your heart kwam als winnaar uit de bus. Tina Reynols werd 7de op het Eurovisiesongfestival. Ze nam ook een Duitse versie op van het lied Hand auf Herz.
1965: Butch Moore · 
1966: Dickie Rock · 
1967: Sean Dunphy · 
1968: Pat McGeegan · 
1969: Muriel Day · 
1970: Dana · 
1971: Angela Farrell · 
1972: Sandie Jones · 
1973: Maxi · 
1974: Tina Reynolds · 
1975: The Swarbriggs · 
1976: Red Hurley · 
1977: The Swarbriggs Plus Two · 
1978: Colm Wilkinson · 
1979: Cathal Dunne · 
1980: Johnny Logan · 
1981: Sheeba · 
1982: The Duskeys · 
1984: Linda Martin · 
1985: Maria Christian · 
1986: Luv Bug · 
1987: Johnny Logan · 
1988: Jump the Gun · 
1989: Kiev Connolly & The Missing Passengers · 
1990: Liam Reilly · 
1991: Kim Jackson · 
1992: Linda Martin · 
1993: Niamh Kavanagh · 
1994: Paul Harrington & Charlie McGettigan · 
1995: Eddie Friel · 
1996: Eimear Quinn · 
1997: Marc Roberts · 
1998: Dawn Martin · 
1999: The Mullans · 
2000: Eamonn Toal · 
2001: Gary O'Shaughnessy · 
2003: Mickey Harte · 
2004: Chris Doran · 
2005: Donna & Joe · 
2006: Brian Kennedy · 
2007: Dervish · 
2008: Dustin the Turkey · 
2009: Sinéad Mulvey & Black Daisy · 
2010: Niamh Kavanagh · 
2011: Jedward · 
2012: Jedward · 
2013: Ryan Dolan · 
2014: Can-linn feat. Kasey Smith · 
2015: Molly Sterling · 
2016: Nicky Byrne · 
2017: Brendan Murray · 
2018: Ryan O'Shaughnessy · 
2019: Sarah McTernan · 
2021: Lesley Roy · 
2022: Brooke · 
2023: Wild Youth · 
2024: Bambie Thug · 
2025: Emmy